# (31650) Frýdek-Místek
(31650) Frýdek-Místek es un asteroide perteneciente al cinturón de asteroides, región del sistema solar que se encuentra entre las órbitas de Marte y Júpiter.
Fue descubierto el 18 de abril de 1999 por Petr Pravec  desde el observatorio de Ondřejov.

## Designación y nombre
Designado provisionalmente como 1999 HW fue nombrado por Las ciudades gemelas de Frýdek y Místek, en lados opuestos del río Ostravice en la frontera de Silesia y Moravia, se encuentran en el hermoso paisaje debajo de las montañas Beskydy. El descubridor vivió en las ciudades gemelas durante la mayor parte de su infancia.

## Características orbitales
(31650) Frýdek-Místek está situado a una distancia media del Sol de 2,743 ua, pudiendo alejarse hasta 3,250 ua y acercarse hasta 2,236 ua. Su excentricidad es 0,185 y la inclinación orbital 14,003 grados. Emplea 1659,34 días en completar una órbita alrededor del Sol.

## Características físicas
La magnitud absoluta de (31650) Frýdek-Místek es 14,11. 